# Dominique Loiseau
Dominique Loiseau (16 de febrero de 1949 - 18 de septiembre de 2013) fue un relojero franco-suizo que destacó en el sector de la alta relojería desde los años 1970. Fue creador de relojes complicados, de entre ellos los seis relojes de arena, el péndulo La Rosa de los tiempos, los relojes Renacimiento e incluso del Blancpain 1735.
En 2011, presentó el 1f4, uno de los relojes de pulsera automáticos más complicados con 8 patentes. En 2012, Dominique Loiseau anunció su colaboración con la Manufactura de Alta Relojería Suiza Girard-Perregaux.

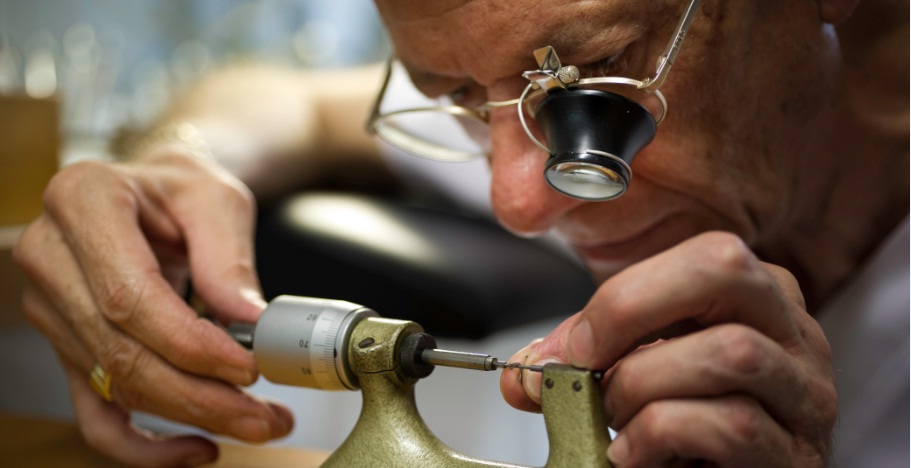
Dominique Loiseau.

## Biografía
Siendo adolescente, Dominique Loiseau ignoró el deseo de su padre de verle perpetuar la tradición relojera de la familia. Bachiller a los 15 años, emprendió estudios de arte, literatura e historia y se licenció en Filosofía por la Universidad de Nanterre. El periodo de 1968 trastornó su vida y le llevó a interrogarse sobre el futuro y el amor que sentía su padre por el trabajo manual… Ingresó en la Escuela de Relojería de Anet en Dreux, después el Technicum de La Chaux-de-Fonds en Suiza. Inmediatamente fue nombrado responsable de restauraciones en el museo internacional de relojería en la Chaux-de-Fonds durante tres años y después, en su taller, emprendió la restauración de varias obras maestras relojeras, entre ellas La música de Pierre Jaquet-Droz.
Finalmente, se volcó en la realización de creaciones relojeras. Obrando (trabajando) principalmente entre bastidores en varias manufacturas de Alta Relojería, dio nacimiento a varias creaciones: el reloj de gran sonería Renacimiento, el Tourbillon Capriccio, el péndulo Rosa de los tiempos, los 6 relojes de arena, el autómata Alpha-Omega o el Blancpain 1735.

## Artículos análogos
- Girard-Perregaux
- Blancpain

## Nota y referencias
1. ↑  «Copia archivada». Archivado desde el original el 21 de septiembre de 2013. Consultado el 17 de mayo de 2013.
2. ↑  «Copia archivada». Archivado desde el original el 9 de marzo de 2013. Consultado el 17 de mayo de 2013.
3. ↑  «Hypercomplexes 1». www.hebdo.ch (en francés). Archivado desde el original el 24 de septiembre de 2015. Consultado el 30 de enero de 2017.
4. ↑  «Dominique Loiseau la marque». www.lesmeilleuresmontres.com (en francés). Archivado desde el original el 20 de marzo de 2013. Consultado el 30 de enero de 2017.
5. ↑  http://www.worldtempus.com/fr/actualites/a-la-une/details/article/1327080991-girard-perregaux-dominique-loiseau-nous-allons-creer-un-formidable-v12/